# Top Hit Music Awards
Top Hit Music Awards (с англ. — «премия за лучшие музыкальные хиты») — музыкальная премия, ежегодно вручаемая музыкальным интернет-сервисом TopHit популярным исполнителям из России, СНГ и других стран Восточной Европы и Прибалтики.
Премии удостаиваются исполнители самых популярных на радио и в интернете хитов, а также авторы песен, продюсеры и выпускающие рекорд-лейблы. Победители определяются показателями технической статистики TopHit, жюри и судейство не используются.
В России награды вручаются в ходе ежегодных церемоний, проходящих в Москве. На церемониях проходят концерты, где лауреаты исполняют свои песни. Также на церемониях избранные авторы и исполнители включаются в «Зал славы» Top Hit Hall of Fame: радиостанции-партнёры TopHit ежегодно определяют голосованием 10 номинантов, затем действующие участники «Зала славы» тайным голосованием выбирают двух победителей, которые и становятся новыми участниками «звёздного клуба». В разные годы в «Зал славы» были включены Алла Пугачёва, Земфира, Машина времени, Светлана Лобода и другие популярные исполнители.

## Оценки
Отраслевой журнал TimeOut характеризует мероприятие как «беспристрастную премию цифр, которая основывается исключительно на статистике и не подлежит оспариванию».
Певица Ёлка охарактеризовала премию так: «Есть музыкальные премии имиджевые, это не плохо — это прекрасно, но все они так или иначе немного субъективны, потому что там принимает решение какая-то группа людей. А TopHit — это чистая статистика, тем она и прекрасна. Потому что она не подлежит никаким сомнениям, это просто статистический срез, это факты, против которых не попрешь. Это сугубо профессиональная премия, и получать её — это значит отмечать успехи свои и успехи своей команды». В 2020 году Ёлка была отмечена специальной наградой TopHit — «артист десятилетия», — поскольку, по данным TopHit, «за последние 10 лет её песни прозвучали в эфире различных радиостанций более 19 миллионов раз».
Макс Барских, получивший в 2020 году премию Top Hit Music Awards за рекордные показатели, заявил, что это «самая ценная награда из тех, которые я когда-либо получал». В 2020 году Барских 16 недель подряд удерживал первое место чарта TopHit Global Radio Chart, что стало абсолютным рекордом среди музыкантов и исполнителей по всему миру по этому показателю. Его песня «Лей, не жалей» стала самой ротируемой на всех языках в период с 2008 по 2020 годы.

## Структура номинаций
Основные исполнительские номинации:
- локальные российские артисты и группы, чьи песни чаще всего звучали в радиоэфире России в течение года;
- зарубежные артисты и группы, чьи песни чаще всего звучали в радиоэфире России в течение года;
- локальные российские исполнители, чьи треки и клипы чаще всего просматривались и прослушивались на YouTube Russia в течение года;
- зарубежные исполнители, чьи треки и клипы чаще всего просматривались и прослушивались на YouTube Russia в течение года;
- локальные российские исполнители, чьи треки чаще всего прослушивались на Spotify Russia в течение года;
- зарубежные исполнители, чьи треки чаще всего прослушивались на Spotify Russia в течение года.

Другие исполнительские номинации (артист десятилетия, взлёт, прорыв, камбэк, другие специальные награды).
Песенные номинации:
- российские хиты, набравшие больше всего эфиров в России за год;
- зарубежные хиты, набравшие больше всего эфиров в России за год;
- российские хиты, которые чаще всего просматривались и прослушивались на YouTube Russia в течение года;
- зарубежные хиты, чаще всего просматривались и прослушивались на YouTube Russia в течение года;
- российские хиты, которые чаще всего прослушивались на Spotify Russia в течение года;
- зарубежные хиты, чаще всего прослушивались Spotify Russia в течение года.

Профессиональные номинации:
- локальные российские авторы музыки и слов, чьи песни чаще всего звучали в радиоэфире России в течение года;
- локальные российские продюсеры, чьи артисты набрали набрали наибольшее количество радиоэфиров в России;
- локальные российские лейблы, чьи артисты набрали наибольшее количество радиоэфиров в России;
- зарубежные лейблы, чьи артисты набрали наибольшее количество радиоэфиров в России;
- локальные авторы музыки и слов, чьи хиты чаще всего просматривались и прослушивались на YouTube Russia в течение года;
- локальные клипмейкеры, чьи клипы набрали больше всего просмотров на YouTube Russia в течение года;
- локальные лейблы, чьи артисты набрали больше всего просмотров на YouTube Russia в течение года.

Термин «локальные» относится к русскоязычной музыке, прежде всего к музыкантам из России, Украины и стран СНГ. С 2020 года существует отдельная версия награды для Украины. Термин «зарубежные» относится к музыке других стран, звучащей на радиостанциях России и Украины и прослушиваемой в Интернете.

## Лауреаты

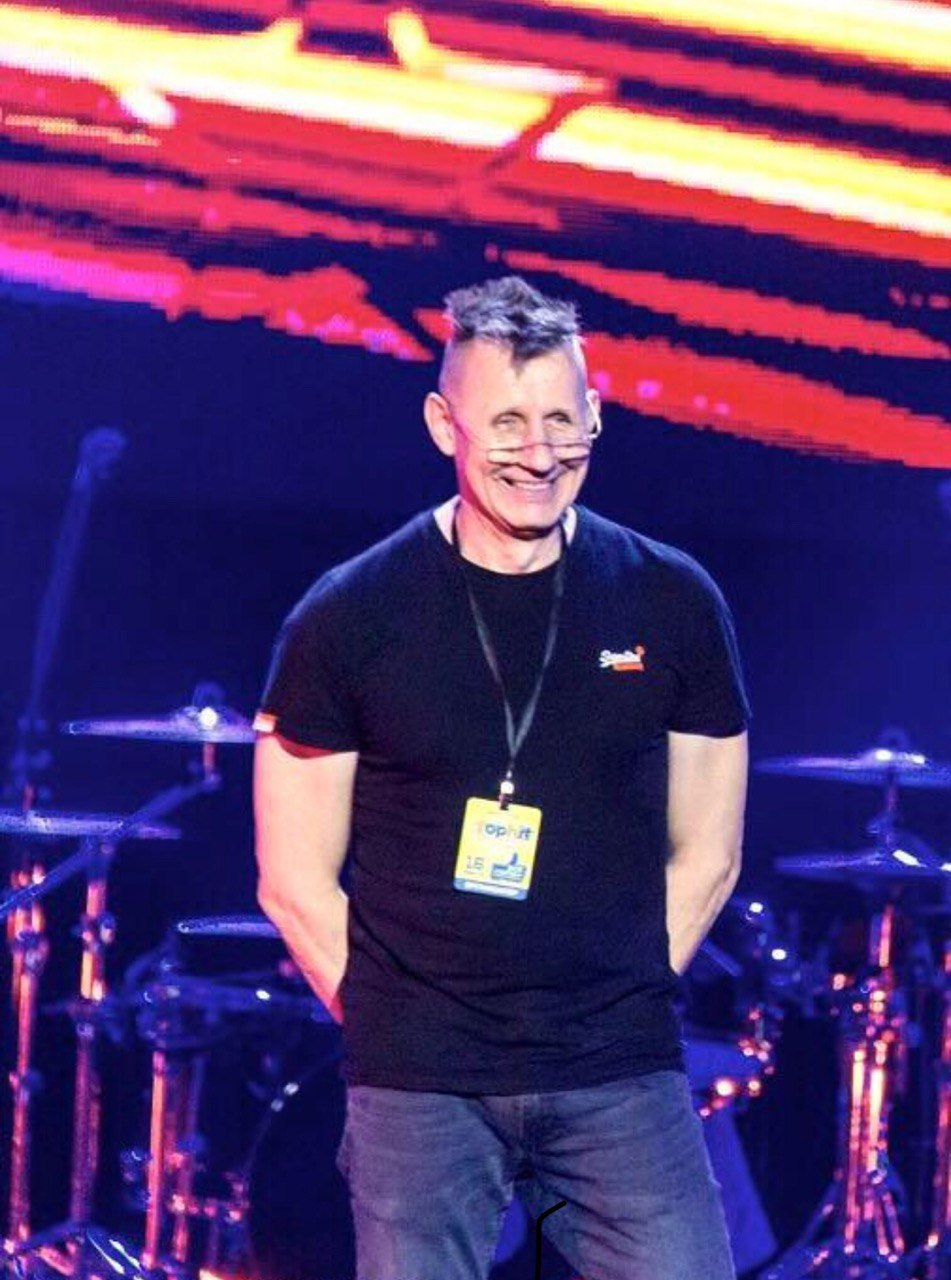
Ведущий церемонии и создатель премии Игорь Краев

### 2013. I Церемония Top Hit Music Awards Russia
Дата проведения церемонии: 25 апреля 2013 года, клуб «Артист», Москва.
Ведущие: Юлия Ковальчук и Дмитрий Колдун, Заза Наполи и Алексей Остудин.
В концерте, сопровождавшем церемонию, выступили: Филипп Киркоров, Ёлка, Градусы, Ева Польна, Дима Билан, Винтаж, Morandi, Иракли, Батишта, Dino MC47, Дискотека Авария, Полина Гагарина, 5sta Family, Доминик Джокер, Elvira T, Reflex.
Лауреатами Top Hit Music Awards Russia 2013 в основных номинациях стали:
- Лучший исполнитель на радио

Григорий Лепс
- Лучшая исполнительница на радио

Ёлка
Нюша
- Лучшая группа на радио

Градусы
- Радиохит года (женский вокал)

«Около тебя» (Ёлка)
- Радиохит года (смешанный вокал)

«Вместе мы» (5sta Family)
«Прогноз погоды» (Дискотека Авария & Кристина Орбакайте)
- Радиохит года (мужской вокал)

«Заметает» (Градусы)
- Самая заказываемая на радио песня

«Я тебя тоже нет» (Ева Польна)
Награды в специальных номинациях получили:
- Радиооткрытие года

Elvira T
- Радиовзлёт года

Ева Польна
DJ Smash
Доминик Джокер
- Радиовозвращение года

Полина Гагарина
- Самый долгоиграющий радиохит

«Прованс» (Ёлка)
Профессиональные награды получили:
- Авторы года

Лев Шапиро (автор песни «Самый лучший день» в исполнении Григория Лепса)
Егор Солодовников (автор песен «Около тебя» и «Прованс» в исполнении Ёлки)
Алексей Романов (автор песен группы Винтаж)
Роман Пашков, Руслан Тагиев (авторы хитов группы Градусы)
- Продюсеры года

Алёна Михайлова, Лиана Меладзе (за продюсирование певицы Ёлка)
Олег Некрасов (за продюсирование группы Градусы)
Денис Саттаров, Ирина Щербинская (за продюсирование исполнительницы Elvira T)
- Лейблы года

Universal Music Russia
Warner Music Russia
Velvet Music
Первыми участниками Зала Славы Top Hit в соответствии с результатами голосования более 300 радиостанций-партнёров портала TopHit стали:
- A’Studio
- Алексей Романов
- Алла Пугачёва
- Валерий Меладзе
- Дима Билан
- Ева Польна
- Земфира
- Константин Меладзе
- Максим Фадеев
- Митя Фомин
- Филипп Киркоров
- Юрий Айзеншпис (посмертно)

### 2014. II Церемония Top Hit Music Awards Russia
Дата проведения церемонии: 27 февраля 2014 года, клуб «Radio City Bar & Kitchen», Москва.
В концерте, сопровождавшем церемонию, выступили: Нюша, Митя Фомин, A’studio, Serebro, ВИА Гра, Градусы, Винтаж, DJ Smash, Roma Kenga, 30.02, Guru Groove Foundation.
Ведущие: Игорь Краев, Заза Наполи.
Лауреатами Top Hit Music Awards Russia 2014 в основных исполнительских номинациях стали:
- Лучший локальный исполнитель на радио

Григорий Лепс
- Лучшая локальная исполнительница на радио

Нюша
Ева Польна
- Лучшая локальная группа на радио

Градусы
Винтаж
- Лучший зарубежный исполнитель на радио

Avicii
Pharrell Williams
- Лучшая зарубежная исполнительница на радио

Pink
- Лучшая зарубежная группа на радио

Daft Punk
- Самый заказываемые на радио локальные исполнители

Григорий Лепс
Нюша
Serebro
- Самые заказываемые на радио зарубежные исполнители

Pharrell Williams
Pink
Обладателями наград в основных песенных номинациях стали:
- Локальный радиохит года (женский вокал)

«Наедине» (Нюша)
- Локальный радиохит года (мужской вокал)

«Я всегда помню о главном» (Градусы)
- Зарубежный радиохит года (мужской вокал)

«Get Lucky» (Daft Punk feat. Pharrell Williams)
- Зарубежный радиохит года (женский вокал)

«Diamonds» (Rihanna)
- Самые заказываемые на радио локальные хиты

«Я счастливый» (Григорий Лепс)
«Мало тебя» (Serebro)
«Наедине» (Нюша)
- Самые заказываемые на радио зарубежные хиты

«Lendo Calendo» (Dan Balan feat. Tany Vander & Brasco)
«Get Lucky» (Daft Punk feat. Pharrell Williams)
«Tu Me Manques» (Mia Martina)
Награды в специальных номинациях получили:
- Радиооткрытие года

Пицца
30.02
- Радиовзлёт года

A’Studio
Профессиональные награды получили:
- Авторы года

Дмитрий Дубинский (автор музыки в песне «Я счастливый» в исполнении Григория Лепса)
Юрий Паренко (автор текста в песне «Я счастливый» в исполнении Григория Лепса)
Роман Пашков, Руслан Тагиев (авторы песни «Я всегда помню о главном» в исполнении группы Градусы)
Ольга Серябкина (автор песни «Мало тебя» в исполнении группы Serebro)
Сергей Приказчиков (автор песни «Оружие» в исполнении группы Пицца)
Александр Хорошковатый (автор песни «Звёзды в лужах» в исполнении группы 30.02)
- Продюсеры года

Владимир и Оксана Шурочкины (певица Нюша)
Александр Никитин (Григорий Лепс)
Олег Некрасов (группа Градусы)
Алексей Романоф (группа Винтаж)
Максим Фадеев (группа Serebro)
Антон Пронин (группа Пицца)
Сергей Балдин (группа 30.02)
Байгали Серкебаев (группы A’Studio)
- Лейблы года

Universal Music Russia
Velvet Music
Национальная музыкальная корпорация
Пронин Менеджмент
В Зал Славы Top Hit в соответствии с результатами финального голосования участников Зала Славы в 2014 году включена группа Дискотека Авария

### 2015. III Церемония Top Hit Music Awards Russia
Дата проведения церемонии: 23 апреля 2015 года, клуб Radio City Bar & Kitchen, Москва.
В концерте, сопровождавшем церемонию, выступили: Serebro, Ёлка, Нюша, Егор Крид, MBAND, Анита Цой, 5’sta Family, Бандэрос, ВИА Гра, Вера Брежнева, Винтаж, Даша Суворова, Вахтанг, Burito, МакSим, Маша и Маугли, группа Маяковский, Пицца, Lexter.
Ведущие: Тимур Родригез, Юлия Ковальчук.
Лауреатами Top Hit Music Awards Russia 2014 в основных исполнительских номинациях стали:
- Лучший локальный исполнитель на радио

Григорий Лепс
- Лучшая локальная исполнительница на радио

Ёлка
Нюша
- Лучшая локальная группа на радио

ВИА Гра
Винтаж
- Лучший зарубежный исполнитель на радио

Calvin Harris
- Лучшая зарубежная исполнительница на радио

Imany
- Самый заказываемые на радио локальные исполнители

Serebro
Обладателями наград в основных песенных номинациях стали:
- Локальный радиохит года (женский вокал)

«Я тебя не отдам» (Serebro)
- Локальный радиохит года (смешанный вокал)

«Ты знаешь» (Ёлка feat.Burito)
- Локальный радиохит года (мужской вокал)

«Город больших огней» (Дмитрий Колдун)
- Зарубежный радиохит года (женский вокал)

«You Will Never Know» (Imany)
- Зарубежный радиохит года (мужской вокал)

«Am I Wrong» (Nico & Vinz)
- Самые заказываемые на радио локальные хиты

«Я тебя не отдам» (Serebro)
«У меня появился другой» (ВИА Гра feat. Вахтанг)
- Самые заказываемые на радио зарубежные хиты

«Lendo Calendo» (Dan Balan feat. Tany Vander & Brasco)
«Get Lucky» (Daft Punk feat. Pharrell Williams)
«Tu Me Manques» (Mia Martina)
Награды в специальных номинациях получили:
- Радиооткрытие года

Егор Крид
Маша и Маугли
Маяковский
- Радиовозвращение года

ВИА Гра
Профессиональные награды получили:
- Авторы года

Игорь Бурнышев (автор песни «Ты знаешь» в исполнении Burito feat. Ёлка)
Максим Фадеев (автор песни «Я тебя не отдам» в исполнении группы Serebro)
Ольга Серябкина (автор слов песни «Я тебя не отдам» в исполнении группы Serebro)
Дмитрий Колдун (автор песни «Город больших огней» в исполнении Дмитрия Колдуна)
Ирина Секачёва (автор слов песни «Город больших огней» в исполнении Дмитрия Колдуна)
Константин Меладзе (автор песни «У меня появился другой» в исполнении группы ВИА Гра feat. Вахтанг)
- Продюсеры года

Константин Меладзе (группа ВИА Гра)
Алексей Романоф (группа Винтаж)
Анна Плетнёва (группа Винтаж)
Максим Фадеев (группа Serebro)
Валерий Белоцерковский (группа Маша и Маугли)
Сергей Красненко (группа Маяковский)
Владимир и Оксана Шурочкины (певица Нюша)
- Лейблы года

Sony Music Entertainment Russia
Universal Music Russia
Warner Music Russia
Black Star
Broma 16
Velvet Music
В Зал Славы Top Hit в соответствии с результатами финального голосования участников Зала Славы в 2015 году включены исполнительница Ёлка и продюсер Алёна Михайлова

### 2016. IV Церемония Top Hit Music Awards Russia
Дата проведения церемонии: 28 апреля 2016 года, клуб «Stereo Dome», Москва.
Организатором III Церемонии TopHit Music Awards выступила компания TopHit
Генеральный продюсер: Игорь Краев
Исполнительный продюсер: Павел Балашов
Ведущие: Тимур Родригез, Анна Семенович.
В концерте, сопровождавшем церемонию, выступили: Ёлка, Нюша, Егор Крид, MBAND, Анита Цой, 5’sta Family, Бандэрос, ВИА Гра, Вера Брежнева, Винтаж, Даша Суворова, Вахтанг, Burito, МакSим, Маша и Маугли, группа Маяковский, Пицца, Lexter.
Лауреатами Top Hit Music Awards Russia 2016 в основных исполнительских номинациях стали:
- Лучший исполнитель на радио

Григорий Лепс
Егор Крид
- Лучшая исполнительница на радио

Ёлка
- Лучшая группа на радио

Винтаж
MBAND
- Лучший зарубежный исполнитель на радио

Robin Schulz
- Лучшая зарубежная исполнительница на радио

Imany
- Самый заказываемый локальный исполнитель на радио

Нюша
Винтаж
- Лучший локальный исполнитель на YouTube Russia

Тимати
- Лучшая локальная группа на YouTube Russia

Serebro
Лауреатами Top Hit Music Awards Russia 2016 в основных песенных номинациях стали:
- Локальный радиохит года (женский вокал)

«Цунами» (Нюша)
- Локальный радиохит года (смешанный вокал)

«Любить больше нечем» (Джиган feat. Юлия Савичева)
- Локальный радиохит года (мужской вокал)

«Мама» (Burito)
«Самая-самая» (Егор Крид)
«Не молчи» (Дима Билан)
- Зарубежный радиохит года (женский вокал)

«The Good, The Bad And The Crazy» (Imany)
- Зарубежный радиохит года (мужской вокал)

«Are You With Me» (Lost Frequencies)
- Лучший видеоклип YouTube Russia

«Самая-самая» (Егор Крид)
Награды в специальных номинациях получили:
- Радиооткрытие года

Burito
MBAND
Юлианна Караулова
Профессиональные награды получили :
- Авторы года

Игорь Бурнышев (автор музыки и слов в песне «Мама» в исполнении Burito)
Илья Бледный (автор стихов в песне «Мама» в исполнении Burito)
Анна Шурочкина (автор песни «Цунами» в исполнении певицы Нюша)
Михаил Решетняк (автор музыки в песне «Самая-Самая» в исполнении Егора Крида)
Егор Булаткин (автор слов в песне «Самая-Самая» в исполнении Егора Крида)
- Продюсеры года

Алексей Романоф, Анна Плетнёва (группа Винтаж)
Максим Фадеев (группа Serebro, Юлия Савичева)
Back Star (Егор Крид, Тимати)
Алёна Михайлова, Лиана Меладзе (певица Ёлка)
Константин Меладзе (группа MBAND)
Владимир и Оксана Шурочкины (певица Нюша)
Ирина Щербинская (Юлианна Караулова)
Яна Рудковская (Дима Билан)
- Лейблы года

Black Star
Velvet Music
Warner Music Russia
Universal Music Russia
Sony Music Entertainment Russia
В Зал Славы Top Hit в соответствии с результатами финального голосования участников Зала Славы в 2016 году включены исполнитель Сергей Лазарев, Сергей Шнуров, Арман Давлетяров / Телеканал Муз ТВ.

### 2017. V Церемония Top Hit Music Awards Russia
Дата проведения церемонии: 16 марта 2017 года, Crocus City Hall, Москва.
Организаторами V Церемонии TopHit Music Awards выступили компании TopHit и Volkov PRO
Генеральный продюсер: Игорь Краев
Продюсер: Максим Волков
Исполнительные продюсеры: Павел Балашов и Ксения Кабишева
Режиссёр-постановщик: Григорий Скоморовский
Ведущие: Тимур Родригез и Златослава, Юлия Ковальчук и Алексей Чумаков, Митя Фомин и Анита Цой
В концерте, сопровождавшем церемонию, выступили: Ёлка, Alekseev, Loboda, Елена Темникова, Burito, MBAND, Анита Цой, ВИА Гра, Юлианна Караулова, Artik & Asti, Анна Плетнёва, Градусы, Ева Польна, Банд’ерос, Слава, Quest Pistols Show, Kristina Si. С сольным сетом в завершение церемонии выступил лауреат Top Hit Music Awards и участник Зала Славы TopHit Сергей Шнуров и группа Ленинград.
Лауреатами Top Hit Music Awards Russia 2017 в основных исполнительских радиономинациях стали:
- Лучший локальный исполнитель на радио

Alekseev
- Лучшая локальная исполнительница на радио

Ёлка
Юлианна Караулова
Loboda
- Лучшая локальная группа на радио

Serebro
- Лучший зарубежный исполнитель на радио

Coldplay
- Лучшая зарубежная исполнительница на радио

Sia
Обладателями наград в основных песенных радиономинациях стали:
- Локальный радиохит года (женский вокал)

«Грею счастье» (Ёлка)
- Локальный радиохит года (мужской вокал)

«Пьяное солнце» (Alekseev)
Награды в специальных радиономинациях получили:
- Радиовзлёт года

Artik & Asti
Елена Темникова
Kristina Si
Quest Pistols
Лауреатами Top Hit Music Awards Russia 2017 в основных исполнительских номинациях YouTube Russia стали:
- Лучший локальный исполнитель на YouTube Russia

Егор Крид
Тимати
- Лучшая локальная группа на YouTube Russia

Ленинград
Обладателями наград в номинации лучший клип YouTube Russia стали:
- Локальный клип года (женский вокал)

«Экспонат» (Ленинград)
- Локальный клип года (мужской вокал)

«Сумасшедшая» (Алексей Воробьёв)
- Локальный клип года (смешанный вокал)

«Имя 505» (Время и Стекло)
Профессиональные награды получили:
- Авторы года

Егор Солодовников (автор музыки и слов в песне «Грею счастье» в исполнении Ёлки)
Руслан Квинта (автор музыки в песне «Пьяное солнце» в исполнении Alekseev)
Виталий Куровский (автор слов в песне «Пьяное солнце» в исполнении Alekseev)
Сергей Шнуров (автор песни «Экспонат» в исполнении группы Ленинград)
Алексей Воробьёв (автор песни «Сумасшедшая» в собственном исполнении)
Алексей Потапенко (автор песни «Имя 505» в исполнении группы Время и Стекло)
- Продюсеры года

Сергей Шнуров (группа Ленинград)
Максим Фадеев (группа Serebro)
Алёна Михайлова, Лиана Меладзе (певица Ёлка)
Ирина Щербинская, Денис Саттаров (Юлианна Караулова)
- Лейблы года

Warner Music Russia
Sony Music Entertainment Russia
Effective Records
Black Star
Velvet Music
В Зал Славы Top Hit в соответствии с результатами финального голосования участников Зала Славы в 2017 году включены Андрей Макаревич / Машина Времени, группа БИ-2.

### 2018. VI Церемония Top Hit Music Awards Russia
Дата проведения церемонии: 11 апреля 2018 года, Yota Arena, Москва.
Организатором VI Церемонии TopHit Music Awards выступили компании TopHit и Галерея Мастер
Генеральный продюсер: Игорь Краев и Анита Цой
Исполнительные продюсеры: Павел Балашов
Режиссёр-постановщик: Анита Цой
Режиссёр трансляции: Василий Климов
Ведущие: Тимур Родригез и Александр Анатольевич
В концерте, сопровождавшем церемонию, выступили: Double Max, Burito, Estradarada, Лена Темникова, Filatov & Karas, Вера Брежнева, Artik & Asti, Градусы, MBAND, Полина Гагарина, Going Deeper, Ёлка
Радио
Лауреатами Top Hit Music Awards Russia 2018 в основных исполнительских радиономинациях стали:
- Лучший локальный исполнитель на радио

Макс Барских
- Лучшая локальная исполнительница на радио

Ёлка
Loboda
- Лучшая локальная группа на радио

Градусы
Burito
- Лучший зарубежный исполнитель на радио

David Guetta
- Лучшая зарубежная исполнительница на радио

Sia
- Лучшая зарубежная группа на радио

Imagine Dragons
Обладателями наград в основных песенных радиономинациях стали:
- Локальный радиохит года (женский вокал)

«Твои глаза» (Loboda)
«Впусти музыку» (Ёлка)
- Локальный радиохит года (мужской вокал)

«По волнам» (Burito)
«Туманы» (Макс Барских)
- Локальный радиохит года (смешанный вокал)

«Неделимы» (Artik & Asti)
- Зарубежный радиохит года (мужской вокал)

«Shape Of You» (Ed Sheeran)
- Зарубежный радиохит года (смешанный вокал)

«Kissing Strangers» (DNCE feat Nicki Minaj)
Награды в специальных номинациях получили:
- Радиовзлёт года

Градусы
- Артист года FonMix

Полина Гагарина
- Лучшие производители ремиксов

Going Deeper
- Открытие года YouTube Russia

Грибы
YouTube Russia
Лауреатами Top Hit Music Awards Russia 2017 в основных исполнительских номинациях YouTube Russia стали:
- Лучший локальный исполнитель YouTube Russia

Егор Крид
- Лучшая локальная исполнительница YouTube Russia

Loboda
- Лучшая локальная группа YouTube Russia

Время и Стекло
- Лучший зарубежный исполнитель YouTube Russia

Psy
- Лучшая зарубежная исполнительница YouTube Russia

C. C. Catch
- Лучшая зарубежная группа YouTube Russia

Skillet
Обладателями наград в номинации лучший клип YouTube Russia стали:
- Локальный клип года (женский вокал)

«Лирика» (Filatov & Karas feat. Masha)
- Локальный клип года (мужской вокал)

«Тает лёд» (Грибы)
- Локальный клип года (смешанный вокал)

«На стиле» (Время и Стекло)
Профессиональные награды получили:
- Авторы года

Гриб, Даниил Дудулад, Евгений Яременко, Илья Капустин (автор песни «Тает лёд» группы Грибы)
Алексей Потапенко, Алексей Завгородний (авторы песни «На стиле» в исполнении группы Время и Стекло)
Игорь Бурнышев (автор песни «По волнам» в исполнении Burito)
Макс Барских (автор песни «Туманы» в исполнении Макса Барских)
Артём Умрихин, Дмитрий Лебедев (авторы песни «Неделимы» в исполнении Artik & Asti)
Loboda, Игорь Майский, Рита Дакота (авторы песни «Твои глаза» в исполнении Loboda)
Егор Солодовников (автор музыки и слов в песне «Впусти музыку» в исполнении Ёлки)
- Продюсеры года

Алёна Михайлова, Лиана Меладзе (певица Ёлка)
- Лейблы года

Velvet Music
Warner Music Russia
Universal Music Russia
Effective Records
В Зал славы Top Hit в соответствии с результатами финального голосования участников Зала славы в 2018 году включены Леонид Агутин и Юрий Шевчук / ДДТ

### 2019. VII Церемония Top Hit Music Awards Russia
Дата проведения церемонии: 10 апреля 2019 года, Crocus City Hall, Москва.
Организатором VII Церемонии Top Hit Music Awards выступили компании TopHit и Volkov PRO
Генеральный продюсер: Игорь Краев
Продюсер: Максим Волков
Исполнительные продюсеры: Павел Балашов и Ксения Кабишева
Режиссёр-постановщик: Григорий Скоморовский
Режиссёр трансляции: Василий Климов
Ведущие: Тимур Родригез и Альбина Джанабаева
Ведущий онлайн-трансляции: Александр Анатольевич
В концерте, сопровождавшем церемонию, выступили: DJ Грув, ВИА Гра, Валерий Меладзе, MBAND, Ёлка, A’Studio & The Jigits, Слава, Градусы, Rasa, Grivina, Мари Краймбрери, Звонкий, Burito, Нюша. С сольным сетом в завершение церемонии выступил Дима Билан.
Радио
Лауреатами Top Hit Music Awards Russia 2019 в основных исполнительских радиономинациях стали:
- Лучший локальный исполнитель на радио

Валерий Меладзе
- Лучшая локальная исполнительница на радио

Ёлка
Loboda
- Лучшая локальная группа на радио

Любэ
- Лучший зарубежный исполнитель на радио

Calvin Harris
Jax Jones
- Лучшая зарубежная исполнительница на радио

Sia
- Лучшая зарубежная группа на радио

Imagine Dragons
Обладателями наград в основных песенных радиономинациях стали:
- Локальный радиохит года (женский вокал)

«Ночь» (Нюша)
- Локальный радиохит года (мужской вокал)

«Штрихи» (Burito)
- Зарубежный радиохит года (женский вокал)

«Breath» (Jax Jones feat. Ina Wroldsen)
- Зарубежный радиохит года (мужской вокал)

«Hands Up» (Merk & Kremont feat. DNCE)
- Зарубежный радиохит года (смешанный вокал)

«In My Mind» (Dynoro feat. Gigi D`Agostino)
Награды в специальных радиономинациях получили:
- Радиооткрытие года

Maruv
- Радиовзлёт года

Слава
- Радиовозвращение года

Дмитрий Маликов
YouTube Russia
Лауреатами Top Hit Music Awards Russia 2019 в основных исполнительских номинациях YouTube Russia стали:
- Лучший локальный исполнитель YouTube Russia

Егор Крид
- Лучшая локальная исполнительница YouTube Russia

Loboda
Полина Гагарина
- Лучшая локальная группа YouTube Russia

Время и Стекло
- Лучшая зарубежная группа YouTube Russia

Imagine Dragons
- Лучший зарубежный исполнитель YouTube Russia

Daddy Yankee
- Лучшая зарубежная исполнительница YouTube Russia

Katy Perry
Обладателями наград в номинации лучший клип YouTube Russia стали:
- Локальный видеоклип года

«Skibidi» (Little Big)
- Локальный клип года (мужской вокал)

«Медуза» (Matrang)
- Локальный клип года (женский вокал)

«Я хочу» (Grivina)
- Зарубежный клип года (женский вокал)

«Plakala» Kazka
- Зарубежный клип года (мужской вокал)

«Despacito» (Luis Fonsi feat. Daddy Yankee)
Обладателями наград в специальных номинациях YouTube Russia стали:
- Открытие года YouTube Russia

Matrang
HammAli & Navai
- Взлёт года YouTube Russia

Little Big
- Возвращение года YouTube Russia

Филипп Киркоров
Награды в специальных номинациях получили
- Артист года FonMix

Градусы
Доминик Джокер
- Победитель в Битве фан-клубов

Дима Билан
Профессиональные награды получили
- Авторы года

Константин Меладзе (автор песен, набравших наибольшее количество эфиров на радио)
- Продюсеры года
  - Нателла Крапивина (Loboda)

Константин Меладзе (Валерий Меладзе)
Алёна Михайлова, Лиана Меладзе (Ёлка, Burito)
Игорь Матвиенко (Любэ)
- Лейблы года

Warner Music Russia
Universal Music Russia
Effective Records
Velvet Music
В Зал славы Top Hit в соответствии с результатами финального голосования участников Зала славы в 2019 году включены Юрий Антонов и Полина Гагарина.

### 2020. VIII Церемония Top Hit Music Awards Russia
В связи с пандемией коронавируса церемония была виртуальной и длилась 3 месяца — с мая по июль. Все награды артистам, авторам, продюсерам, рекорд-лейблам были разосланы организаторами в офисы лауреатов.
Лауреатами Top Hit Music Awards Russia 2020 в основных исполнительских радиономинациях стали:
- Лучший локальный исполнитель на радио

Валерий Меладзе
Дима Билан
Макс Барских
- Лучшая локальная исполнительница на радио

Loboda
- Лучшая локальная группа на радио

Руки Вверх!
Artik & Asti
- Лучший зарубежный исполнитель на радио

Calvin Harris
- Лучшая зарубежная исполнительница на радио

Maruv
- Лучшая зарубежная группа на радио

Imagine Dragons
Обладателями наград в основных песенных радиономинациях стали:
- Локальный радиохит года (женский вокал)

«Instadrama» (Loboda)
- Локальный радиохит года (мужской вокал)

«Голоса» (Звонкий)
- Локальный радиохит года (смешанный вокал)

«Грустный Дэнс» (Артём Качер feat. Artik & Asti)
- Зарубежный радиохит года (женский вокал)

«Bad Guy» (Billie Eilish)
- Зарубежный радиохит года (мужской вокал)

«Shameless» (Denis First & Reznikov & Bright Sparks)
- Зарубежный радиохит года (смешанный вокал)

«Seniorita» (Shawn Mendes & Camila Cabello)
Награды в специальных радиономинациях получили:
- Радиооткрытие года

Filatov & Karas
YouTube Russia
Лауреатами Top Hit Music Awards Russia 2020 в основных исполнительских номинациях YouTube Russia стали:
- Лучший локальный исполнитель YouTube Russia

Артур Пирожков
- Лучшая локальная исполнительница YouTube Russia

Zivert
- Лучшая локальная группа YouTube Russia

Little Big
- Лучшая зарубежная группа YouTube Russia

BTS
- Лучший зарубежный исполнитель YouTube Russia

XXXTentacion
- Лучшая зарубежная исполнительница YouTube Russia

Billie Eilish
Награды в специальных номинациях получили
- Артисты года FonMix

Zivert
Профессиональные награды получили
- Авторы года

Константин Меладзе (автор более 200 хитов в исполнении Валерия Меладзе, Веры Брежневой, Виа Гра, MBAND прозвучавших в сумме более 6,6 млн раз в радиоэфире России в 2019 году)
- Авторы хитов года

Нюша (автор песни «Ночь» в исполнении Нюши)
Игорь Бурнышев, Андрей Лысков, Владимир Крылов (авторы песни «Штрихи» в исполнении Burito)
Илья Прусикин, Любим Хомчук (авторы песни «Skibidi» в исполнении Little Big)
Алан Хадзарагов, Гарегин Тамразян (авторы песни «Медуза» в исполнении Matrang)
Денис Газиев, Фархад Веисов (авторы песни «Я хочу» в исполнении Grivina)
- Продюсеры года

Нателла Крапивина (Loboda)
Константин Меладзе (Валерий Меладзе)
Алёна Михайлова, Лиана Меладзе (Ёлка, Burito)
Игорь Матвиенко (Любэ)
- Лейблы года

Warner Music Russia
Universal Music Russia
Effective Records
Velvet Music
- Зал славы Top Hit Russia

В соответствии с результатами финального голосования участников Зала славы в 2020 году была включена исполнительница Loboda

### 2021. IX Церемония Top Hit Music Awards Russia
Дата проведения церемонии: 19 апреля 2021 года, Madison Restaurant & Club, Москва.
Ведущие: Тимур Родригез и Анжелика Пушнова
Ведущий онлайн-трансляции: Дмитрий Нестеров
Режиссёр-постановщик: Ольга Слободская
Режиссёр трансляции: Василий Климов
Исполнительный продюсер: Юлия Власова
Продюсеры: Павел Балашов, Лиза БИ-2
Генеральный продюсер: Игорь Краев
Организаторами IX Церемонии TopHit Music Awards выступили компании TopHit и Всегда Красиво
В концерте, сопровождавшем церемонию, выступили: Ёлка, Dabro, Мари Краймбрери, Хабиб, Ваня Дмитриенко, ВИА Гра, Filatov & Karas, Куртки Кобейна
Радио
Лауреатами Top Hit Music Awards Russia 2021 в основных исполнительских радиономинациях стали
- Лучший локальный исполнитель на радио

Макс Барских
- Лучшая локальная исполнительница на радио

Zivert
- Лучшая локальная группа на радио

Руки Вверх!
Artik & Asti
- Лучший зарубежный исполнитель на радио

The Weeknd
- Лучшая зарубежная исполнительница на радио

Dua Lipa
- Лучшая зарубежная группа на радио

The Black Eyed Peas
Обладателями наград в основных песенных радиономинациях стали
- Локальный радиохит года (женский вокал)

«ЯТЛ» (Zivert)
- Локальный радиохит года (мужской вокал)

«Лей, не жалей» (Макс Барских)
- Локальный радиохит года (смешанный вокал)

«Девочка танцуй» (Artik & Asti)
- Зарубежный радиохит года (женский вокал)

«All Good Things» (NRD1)
«Salt» (Ava Max)
- Зарубежный радиохит года (мужской вокал)

«Blinding Lights» (The Weeknd)
Награды в специальных радиономинациях получили
- Радиооткрытие года

Dabro
- Радиовзлёт года

Клава Кока
YouTube Russia
Лауреатами Top Hit Music Awards Russia 2020 в основных исполнительских номинациях YouTube Russia стали
- Лучший локальный исполнитель YouTube Russia

Niletto
Morgenstern
- Лучшая локальная исполнительница YouTube Russia

Клава Кока
- Лучшая локальная группа YouTube Russia

Little Big
- Лучшая зарубежная группа YouTube Russia

BTS
- Лучший зарубежный исполнитель YouTube Russia

6ix9ine
- Лучшая зарубежная исполнительница YouTube Russia

Tones and I
Обладателями наград в номинации лучший клип YouTube Russia стали
- Локальный видеоклип года YouTube Russia

«Uno» (Little Big)
- Локальный видеоклип года YouTube Russia (женский вокал)

«Покинула чат» (Клава Кока)
- Локальный видеоклип года YouTube Russia (мужской вокал)

«Любимка» (Niletto)
- Зарубежный видеоклип года YouTube Russia (женский вокал)

«Dance Monkey» (Tones and I)
Награды в специальных номинациях получили
Артист года FonMix: Мари Краймбрери
Профессиональные номинации
Профессиональные награды получили
- Авторы года

Константин Меладзе (автор более 200 хитов в исполнении Валерия Меладзе, Веры Брежневой, Виа Гра, MBAND прозвучавших в сумме более 6,4 млн раз в радиоэфире России в 2020 году)
Илья Прусикин (автор песен/клипов, набравших наибольшее количество просмотров на YouTube Russia в 2020 году)
- Авторы хитов года

Макс Барских (автор песни «Лей не жалей» в исполнении Макса Барских)
Клавдия Высокова, Александр Михеев, Константин Кокшаров (авторы песни «Покинула чат» в исполнении Клава Кока)
Илья Прусикин, Денис Цукерман, Виктор Сибринин (авторы песни «Uno» в исполнении Little Big)
Данил Прытков, Андрей Попов (авторы песни «Любимка» в исполнении Niletto)
Артём Умрихин, Дмитрий Лорен (авторы песни «Девочка танцуй» в исполнении Artik & Asti)
Иван Засидкевич, Михаил Засидкевич (авторы песен «Юность», «На крыше» в исполнении группы DaBro)
- Продюсеры года

Константин Меладзе (Валерий Меладзе, Вера Брежнева, Виа Гра, MBAND)
Алёна Михайлова, Лиана Меладзе (Ёлка, Burito)
Нателла Крапивина (Loboda)
Игорь Матвиенко (Любэ)
- Лейблы года

Warner Music Russia
Universal Music Russia
Effective Records
Velvet Music
Зал славы Top Hit Russia
В соответствии с результатами финального голосования участников Зала славы в 2021 году были включены
исполнитель и автор песен Сергей Жуков (Руки Вверх!)
исполнитель Владимир Пресняков мл.
композитор и продюсер Игорь Крутой

### 2022. Премия Top Hit Music Awards Russia
В связи с вторжением России на Украину X церемония Top Hit Music Awards Russia, проведение которой было запланировано на апрель 2022 года, была отменена. Награды артистам, авторам, продюсерам, рекорд-лейблам разосланы организаторами премии в офисы лауреатов в течение 2022 года. В 2022 году TopHit впервые (и пока единственный раз) вручил награды артистам и хитам, чаще всего прослушиваемым пользователями стриминговой платформы Spotify в России.
Радио
Лауреатами Top Hit Music Awards Russia 2022 в основных исполнительских радиономинациях стали
- Лучший локальный исполнитель на радио

Дима Билан
- Лучшая локальная исполнительница на радио

Zivert
- Лучшая локальная группа на радио

Artik & Asti
- Лучший зарубежный исполнитель на радио

The Weeknd
- Лучшая зарубежная исполнительница на радио

Inna
- Лучшая зарубежная группа на радио

Imagine Dragons
Обладателями наград в основных песенных радиономинациях стали
- Локальный радиохит года (женский вокал)

«Многоточия» (Zivert)
- Локальный радиохит года (мужской вокал)

«Венера-Юпитер» (Ваня Дмитриенко)
- Локальный радиохит года (смешанный вокал)

«Bestseller» (Макс Барских & Zivert)
- Зарубежный радиохит года (женский вокал)

«3 To 1» (Monoir feat. Eneli)
- Зарубежный радиохит года (мужской вокал)

«Your Love (9pm)» (ATB & Topic & A7S)
Награды в специальных радиономинациях получили
- Радиооткрытие года

Imanbek
YouTube Russia
Лауреатами Top Hit Music Awards Russia 2022 в основных исполнительских номинациях YouTube Russia стали
- Лучший локальный исполнитель YouTube Russia

Хабиб
- Лучшая локальная исполнительница YouTube Russia

Mia Boyka
- Лучшая локальная группа YouTube Russia

Dabro
- Лучшая зарубежная группа YouTube Russia

BTS
- Лучший зарубежный исполнитель YouTube Russia

Lil Nas X
- Лучшая зарубежная исполнительница YouTube Russia

Minelli
Обладателями наград в номинации лучший клип YouTube Russia стали
- Локальный видеоклип года YouTube Russia (женский вокал)

«Родной» Loboda
- Локальный видеоклип года YouTube Russia (мужской вокал)

«Ягода-малинка» (Хабиб)
- Локальный видеоклип года YouTube Russia (смешанный вокал)

«Пикачу» (Mia Boyka & Егор Шип)
- Зарубежный видеоклип года YouTube Russia (женский вокал)

«Dance Monkey» (Tones and I)
Обладателями наград в специальных номинациях YouTube Russia стали:
- Открытие года YouTube Russia

Султан Лагучев
Instasamka
Galibri & Mavik
- Взлёт года YouTube Russia

Jah Khalib
Руки Вверх!
Spotify Russia
Лауреатами Top Hit Music Awards Russia 2022 в основных исполнительских номинациях Spotify Russia стали:
- Лучший локальный исполнитель Spotify Russia

Big Baby Tape
Kizaru
- Лучшая локальная исполнительница Spotify Russia

Instasamka
- Лучшая локальная группа Spotify Russia

Пошлая Молли
- Лучшая зарубежная группа Spotify Russia

Måneskin
- Лучший зарубежный исполнитель Spotify Russia

Lil Nas X
- Лучшая зарубежная исполнительница Spotify Russia

Doja Cat
Обладателями наград в номинации лучший трек Spotify Russia стали:
- Локальный клип года (мужской вокал)

«Дежавю» (Kizaru)
- Локальный клип (женский вокал)

«Мальчик на девятке» (Dead Blonde)
Профессиональные номинации
Профессиональные награды получили
- Автор года

Константин Меладзе (автор более 200 хитов в исполнении Валерия Меладзе, Веры Брежневой, Виа Гра, MBAND прозвучавших в сумме более 6,2 млн раз в радиоэфире России в 2021 году)
- Авторы хитов года

Александр Фоменков, Рахман Шарипов, Евгений Трухин (авторы песни «Ягода малинка» в исполнении Хабиба)
Иван Дмитриенко, Артём Шаповалов (авторы песни «Венера-Юпитер» в исполнении Вани Дмитриенко)
Самвел Вардянян, Юлия Зиверт, Богдан Леонович (авторы песни «Многоточия» в исполнении Zivert)
Николай Бортник, Юлия Зиверт (авторы песни «Bestseller» в исполнении Макса Барских)
Иван Засидкевич, Михаил Засидкевич (авторы песен «На часах ноль-ноль», «Услышит весь район» в исполнении группы DaBro)
Мария Бойко, Александр Михеев, Константин Кокшаров, Егор Кораблин (авторы песни «Пикачу» в исполнении Mia Boyka & Егор Шип)
Артём Умрихин, Дмитрий Лорен (авторы песни «Истеричка» в исполнении Artik & Asti)
Дмитрий Лорен (автор песни «Родной» в исполнении Loboda)
- Продюсеры года

Яна Рудковская (исполнитель Дима Билан), (Zivert)
Артём Умрихин (группа Artik & Asti)
Александр Фоменков, Евгений Трухин (исполнители Хабиб и Galibri & Mavik)
Алишер Моргенштерн (Morgenstern)
Алёна Михайлова, Лиана Меладзе (Ёлка, Мари Краймбрери)
- Лейблы года

Warner Music Russia
ПЦ Михаила Гуцериева
Effective Records
Зал славы Top Hit Russia
Финальное голосование по включению в Зал славы Top Hit Russia новых участников перенесено на конец 2022 года. По результатам предварительного голосования музыкальных редакторов российских радиостанций сформирован шорт-лист исполнителей и деятелей шоу-бизнеса РФ, которые претендуют на включение в российский Зал славы Top Hit в 2022 году:
Artik & Asti
Burito
Filatov & Karas
Zivert
Андрей Губин
Баста
Борис Гребенщиков / Аквариум
Диана Арбенина / Ночные снайперы
Евгений Хавтан / Браво
Звонкий
Илья Лагутенко / Мумий Тролль
Макс Барских
Мари Краймбрери

### 2023. X Церемония Top Hit Music Awards Russia
Дата проведения церемонии: 29 августа 2023 года
Площадка: VK Gipsy Moscow, Москва
Церемония транслировалась во VKontakte, на YouTube и на TopHit.com
В концерте, сопровождавшем церемонию, выступили: Владимир Пресняков, Ёлка, Dabro, Мари Краймбрери, Ваня Дмитриенко, Юлианна Караулова, Filatov & Karas, DJ Грув, Gayazov$ Brother$, Daasha, Ислам Итляшев, Galibri & Mavik, Instasamka.
В отделении концерта, посвящённом празднованию 20-летия TopHit, выступили: Паскаль, Катя Лель, Саша, Дмитрий Колдун, Никита Киоссе, Амирчик, Burito, Митя Фомин, Те100стерон.
Церемонию провели две пары ведущих — Юлианна Караулова и Дмитрий Колдун, Lera и Socrat.
Празднование 20-летия платформы вели Заза Наполи Алексей Остудин.
Режиссёр-постановщик: Ольга Слободская
Ассистент режиссёра: Виктория Гарипова
Режиссёр трансляции: Сергей Грей
Художник по свету: Сергей Солдатов
Компьютерная графика: Павел Щелканов, Елизавета Титова
Дизайнер: Александр Лобсанов
Технический директор: Владислав Биксин
Координаторы: Мария Крылова, Анастасия Маринова, Людмила Фролова, Замир Пардалиев
Исполнительный продюсер: Павел Балашов
Генеральный продюсер: Игорь Краев
Организатором X Церемонии TopHit Music Awards выступила компания ООО ТопХит.
Радио
Лауреатами Top Hit Music Awards Russia 2023 в основных исполнительских радиономинациях стали:
- Лучший локальный исполнитель на радио

Дима Билан
- Лучшая локальная исполнительница на радио

Zivert
Полина Гагарина
- Лучшая локальная группа на радио

Artik & Asti
- Лучший EDM исполнитель на радио

Filatov & Karas
- Лучший зарубежный исполнитель на радио

David Guetta
- Лучшая зарубежная исполнительница на радио

Tove Lo
- Лучшая зарубежная группа на радио

Imagine Dragons
Обладателями наград в основных песенных радиономинациях стали:
- Локальный радиохит года (женский вокал)

«Солнце Монако» (Люся Чеботина)
- Локальный радиохит года (мужской вокал)

«Услышит весь район» (Dabro)
- Зарубежный радиохит года (женский вокал)

«In The Dark» (Purple Disco Machine & Sophie And The Giants)
- Зарубежный радиохит года (мужской вокал)

«Hallucination» (Regard & Years & Years)
- Зарубежный радиохит года (смешанный вокал)

«Cold Heart (Pnau Remix)» (Elton John & Dua Lipa)
Награды в специальных радиономинациях получили:
- Артист 20-летия на радио

Дима Билан
- Коллаборация года на радио

Дима Билан & Мари Краймбрери — «Ты не моя пара»
Лолита & Коста Лакоста — «По-другому»
- Радиооткрытие года

Purple Disco Machine
- Радиовзлёт года

Minelli
Владимир Пресняков
- Радиовозвращение года

DJ Smash
YouTube Russia
Лауреатами Top Hit Music Awards Russia 2023 в основных исполнительских номинациях YouTube Russia стали:
- Лучший локальный исполнитель YouTube Russia

Ислам Итляшев
- Лучшая локальная исполнительница YouTube Russia

Anna Asti
- Лучшая локальная группа YouTube Russia

Miyagi & Andy Panda
Aleks Ataman & Finik
- Лучшая зарубежная группа YouTube Russia

BTS
- Лучший зарубежный исполнитель YouTube Russia

Jaloliddin Ahmadaliyev
- Лучшая зарубежная исполнительница YouTube Russia

Yulduz Usmonova
Обладателями наград в номинации лучший клип YouTube Russia стали:
- Локальный клип года (мужской вокал)

«Малиновая Лада» (Gayazov$ Brother$)
- Локальный клип года (женский вокал)

«Солнце Монако» (Люся Чеботина)
- Локальный клип года (смешанный вокал)

«Гармония» (Artik & Asti)
- Зарубежный клип года (женский вокал)

«Muhabbat» (Yulduz Usmonova)
- Зарубежный клип года (мужской вокал)

«Tentakcham» (Xamdam Sobirov)
- Зарубежный клип года (смешанный вокал)

«I’m Alone» (Tommo feat. Melisa)
Обладателями наград в специальных номинациях YouTube Russia стали:
- Прорыв года YouTube Russia

Instasamka
Профессиональные номинации
Награды 2023 года в профессиональных номинациях получили:
- Артист года FonMix

Дима Билан
- Кинокомпозитор года

Евгений Рудин (DJ Грув)
- Платформа управления правами

IPChain
- Автор года

Михаил Гуцериев (автор песен в исполнении Димы Билана, Ольги Бузовой, Сергея Лазарева, Николая Баскова, Ларисы Долиной, Ани Лорак и др., прозвучавших в сумме более 6,6 млн раз в радиоэфире России в 2022 году)
Дмитрий Лорен (автор песен/клипов в исполнении Artik & Asti, Anna Asti и др. артистов, чьи клипы/песни набрали наибольшее количество просмотров и прослушиваний на YouTube Russia в 2022 году)
- Авторы хитов года

Людмила Чеботина (автор песни «Солнце Монако»)
Артём Умрихин, Дмитрий Лорен (авторы песни «Гармония» в исполнении Artik & Asti)
Иван Засидкевич, Михаил Засидкевич (авторы песни «Услышит весь район» в исполнении группы DaBro)
Тимур Гаязов, Ильяс Гаязов (авторы песни «Малиновая Лада» в исполнении группы Gayazov$ Brother$)
- Продюсеры года:

Яна Рудковская (Дима Билан)
Алёна Михайлова, Лиана Меладзе (Мари Краймбрери, Ёлка, Звонкий, Владимир Пресняков, Винтаж)
Первое Музыкальное Издательство (Zivert)
- Лейблы года

ПЦ Михаила Гуцериева
Effective Records
Global Records

### 2024. XI Церемония Top Hit Music Awards Russia
Дата проведения церемонии: 16 октября 2024 года
Площадка: VK Play Арена, Москва
Церемония транслировалась во VKontakte и на TopHit.com.
В концерте, сопровождавшем церемонию, выступили: Мари Краймбрери, Ваня Дмитриенко, Моя Мишель, Dabro, Filatov & Karas, Artik & Asti, Zvonkiy, Юлия Савичева, Люся Чеботина, Amirchik, Galibri & Mavik, NLO, Bearwolf, Артем ТОТО, Janaga, Наталья Подольская, Те100стерон, Daasha, Султан Лагучев, Ханна, Никита Киоссе, Poli, Mirolybova.
Лауреатами стали:
- Лучшая исполнительница на радио Мари Краймбрери

- Лучший исполнитель на радио Дима Билан

- Лучшая группа на радио Artik & Asti, Filatov & Karas

- Лучший радиохит (женский вокал)

Мари Краймбрери - Иначе всё это зря
- Лучший радиохит (мужской вокал) Zvonkiy - Простые слова

- Лучший радиохит 2023 г. (смешаный вокал)

Filatov & Karas - Мимо меня
- Лучший радиохит (женский вокал)

Моя Мишель - Ветер меняет направление
- Лучший радиохит (мужской вокал)

Мот - Случайности не случайны
- Лучший радиохит (смешаный вокал)

Artik & Asti - Качели, 5УТРА, Ваня Дмитриенко - Не представляешь
- Лучшая Радио коллаборация

5УТРА, Ваня Дмитриенко - Не представляешь
- Радио Открытие

Bahh Tee & Turken
- Радио Взлёт

Моя Мишель
- Лучший Интернет хит 2023 г. (женский вокал)

INSTASAMKA - За деньги да
- Лучший Интернет хит 2023 г. (мужской вокал)

NLO - Танцы
- Лучший Интернет хит 2024 г. (женский вокал)

Татьяна Куртукова - Матушка
- Лучший Интернет хит 2024 г. (мужской вокал)

Jazzdauren - Дарите женщинам цветы
- Интернет Взлёт года

Galibri & Mavik
- Лучший исполнитель RuTube Russia

Ислам Итляшев
- Лучшая исполнительница RuTube Russia

Anna Asti
- Лучшая исполнительница RuTube Russia

Instasamka
- Лучшая группа RuTube Russia

Miyagi & Andy Panda (Эндшпиль)
- Лучший клип (мужской вокал)

NLO - Танцы 
- Лучший клип (женский вокал)

Instasamka - За деньги да
- Лучший клип (смешанный вокал)

5УТРА & Barabanov - Давай сбежим (Искорки)